# Schloss Gleina

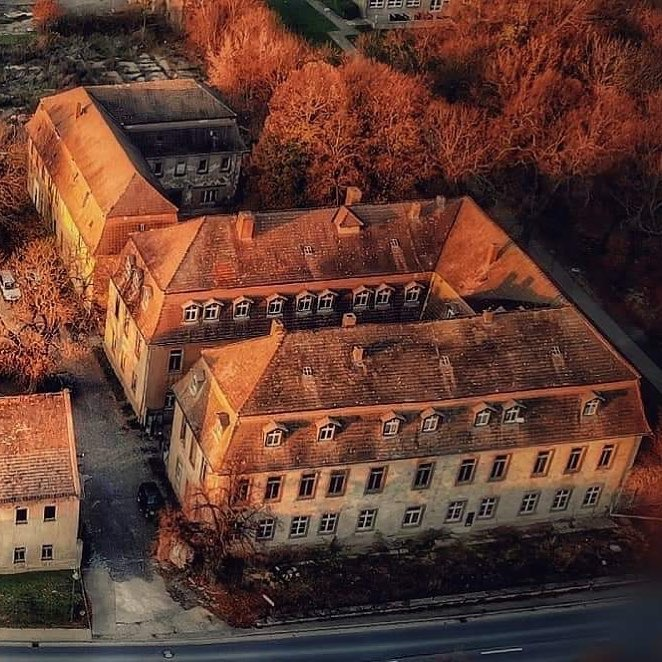
Schloss Gleina Luftansicht

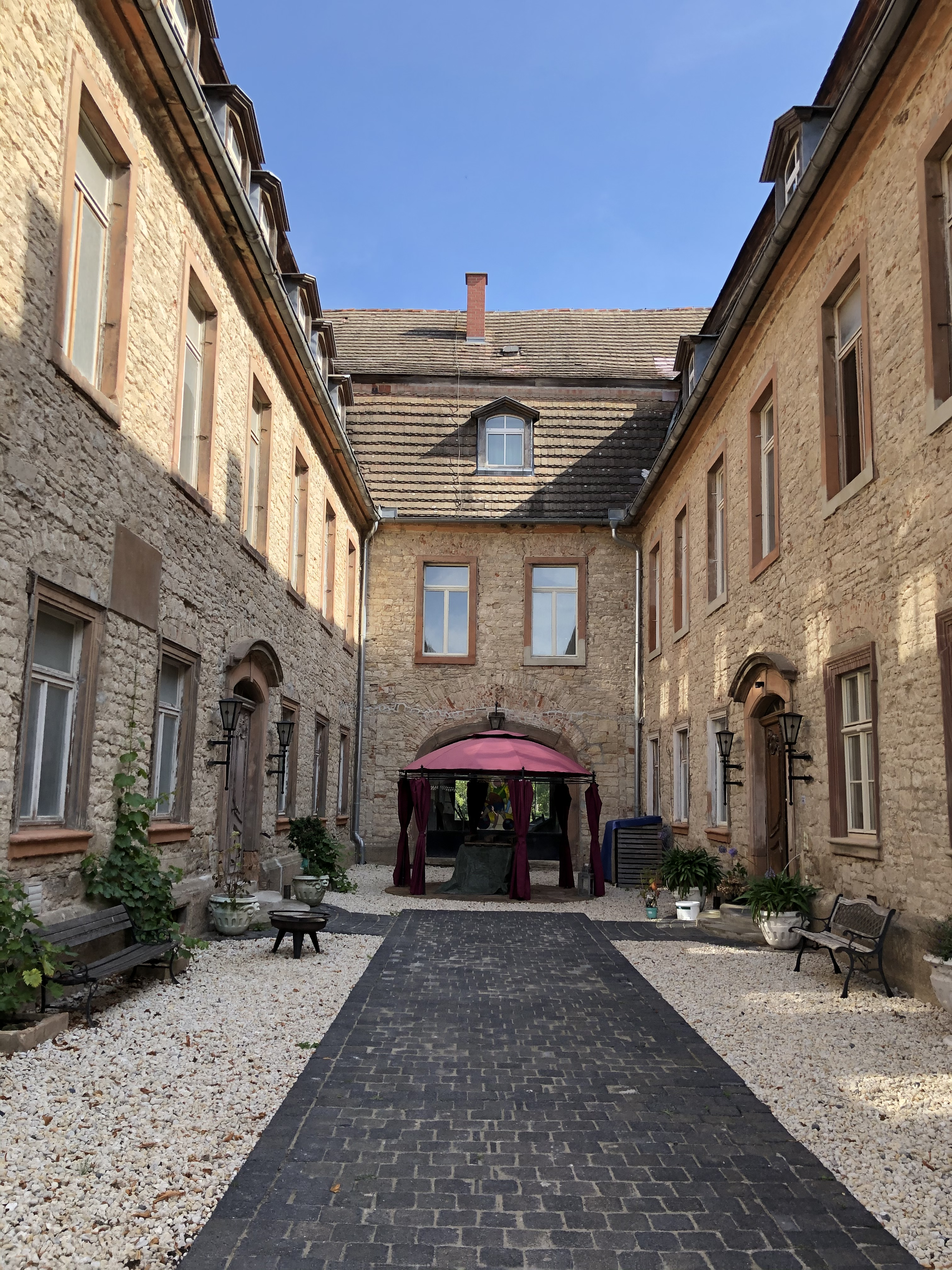
Schloss Gleina Innenhof

Schloss Gleina ist ein denkmalgeschütztes Barockbau in der Gemeinde Gleina im Burgenlandkreis in Sachsen-Anhalt. Es ist im örtlichen Denkmalverzeichnis mit der Erfassungsnummer 094 82205 als Baudenkmal eingetragen.

## Geschichte
Schloss Gleina wurde in seiner heutigen Form ungefähr in der Zeit von 1689 bis 1739 im Barockstil vom Oberjägermeister Hans Dietrich von Geißmar erbaut, wahrscheinlich nach den Plänen des Leipziger Ingenieurs Dörffler. Es entstand eine hufeisenförmige, zweigeschossige Anlage mit einem mächtigen Mansarddach.
1830 kaufte der Kammerherr Bernhard Heinrich von Helldorf das Schloss von Luise Henriette Fürstin Reuß. Es wurde vornehmlich für Feste und Jagdausflüge genutzt, ehe am 10. Juni 1893 Bernhard Heinrich von Helldorff und seine Gemahlin Luise dauerhaft einzogen. Am 19. Mai 1918 verstarb Bernhard Heinrich und das Schloss wurde an die Thyssen-Werke Hamborn verpachtet.
Am 15. Februar 1927 übernahm sein Sohn Bernhard die Bewirtschaftung des Besitzes. Die erste Etage diente als Wohnbereich, im Straßenflügel war die Bibliothek untergebracht. Der 1. große Saal (Roter Saal) war das Klavierzimmer, der 2. Saal (Blauer Saal) war das Esszimmer der Herrschaft, und der 3. Saal (Gelber Saal) wurde für Feierlichkeiten benutzt, dort aß auch die Jagdgesellschaft. Im Parkflügel schlief die Familie. Das Schloss, das Herrenhaus, das Gutshaus, war bis 1945 der Sitz der Gutsherren von Helldorf.
Zum Ende des Zweiten Weltkrieges, am 12. April 1945, kamen die Amerikaner nach Gleina und die letzten Hausherren wurden enteignet, das Gutshaus geplündert. Das Gebäude wurde anschließend von der sowjetischen Militäradministration als Nebenkommandantur genutzt. Seit 1947 gab es Pläne, das Gebäude als Altenheim zu nutzen, welches dann am 14. April 1948 eingeweiht wurde. Wände wurden eingezogen, um kleinere Räume zu schaffen und Toiletten wurden eingebaut. Die ersten 40 Senioren konnten einziehen. 1954 waren es schon 52 Bewohner. Des Weiteren befand sich eine Landambulanz und eine Kinderkrippe in den Räumlichkeiten des Schlosses.
Bis 1996 wurde das Schloss durch das Land Sachsen-Anhalt genutzt, in dessen Besitz es sich bis 2000 befand. 2000 kaufte eine Baugesellschaft aus Plauen die Gebäude und wollte sie als Wohnfläche nutzen. 2002 gab es drei Varianten für ein neues Altenheim, aber die Firma erlitt Konkurs. 2007 kauften die Holländer Hilbert Tjalkens und Vera Teunen das Gebäude, das seit dem schrittweise saniert wurde. In Eidhofen hatten sie in einer ehemaligen Kirche ein Begegnungs- und Arbeitszentrum für 24 Designer und andere Künstler geschaffen und wollten dieses Konzept auch in Gleina anwenden. Die räumliche Distanz zu Holland führte jedoch dazu, dass das Projekt nicht verwirklicht werden konnte.
2013 ging das Schloss in den Besitz des Schweizer Kulturschaffenden und Soziologen Felix Schenker über, um damit ein soziales Experiment zu lancieren. Das Schloss erklärte er in Anlehnung an Joseph Beuys zur sozialen Skulptur. Es steht demzufolge allen offen, die dort Kulturprojekte realisieren wollen. Der 2018 gegründete Kulturverein Schloss Gleina realisiert mehrere Kulturanlässe pro Jahr. Alle zwei Jahre findet eine grossangelegte Kunstbienale statt, mit Kunstschaffenden von internationalem Format.

## Beschreibung
Hof und Park des Schlosses sind durch eine Durchfahrt im Mitteltrakt des Gebäudes miteinander verbunden. Der Speisesaal im Erdgeschoss und der Salon mit Vorraum im Obergeschoss sind mit Rokokostuckaturen verziert sowie auch zahlreiche weitere Räume. Im Obergeschoss befindet sich die Bibliothek, mit einer Holzbalkendecke und vertäfelten Wänden. Im Osten des Gebäudes schließt sich der Landschaftspark an, in dem nach Fragmente barocker Plastiken erhalten geblieben sind. Das Portal des Parkes besteht aus einem schmiedeeisernen Gitter, neben dem sich einige Vasenaufsätze befinden.